# Премія «Золотий глобус» за найкращу пісню до фільму
Премія «Золотий глобус» за найкращу пісню у художньому фільмі — престижна нагорода Голлівудської асоціації іноземної преси, яку вручають композиторам та поетам-піснярам за найкращу оригінальну пісню до художнього фільму. Виконавці пісень не беруться до уваги, окрім тих випадків коли вони були причетні до створення музики або тексту пісень. Вперше нагородження відбулось на 19-тій церемоннії вручення нагрод у 1962 році, коли перемогу здобули композитор Дмитро Тьомкін та текстяр Нед Вашингтон, за пісню «Town Without Pity» до однойменного фільму. Відтоді премію присуджували щорічно, за виключенням 1963 та 1964 років.
Нижче наведений повний список переможців і номінантів.
Імена переможців виділені окремим кольором.

## 2000—2009
| Рік  | Премія | Переможці та номінанти                                                                                                  |
| ---- | ------ | --- |
| 2000 | 57-ма  | • «Тарзан» — «You'll Be in My Heart» — Філ Коллінз                                                                      |
| 2000 | 57-ма  | • «Остін Паверс: Шпигун, який мене звабив» — «Beautiful Stranger» — Мадонна, Вільям Орбіт                               |
| 2000 | 57-ма  | • «Анна та Король» — «How Can I Not Love You» — Джордж Фентон, Кеннет Едмондс, Роберт Крафт                             |
| 2000 | 57-ма  | • «Магнолія» — «Save Me» — Еймі Манн                                                                                    |
| 2000 | 57-ма  | • «Історія іграшок 2» — «When She Loved Me» — Ренді Ньюман                                                              |
| 2001 | 58-ма  | • «Вундеркінди» — «Things Have Changed» — Боб Ділан                                                                     |
| 2001 | 58-ма  | • «Та, що танцює у темряві» — «I've Seen It All» — Бйорк, Ларс фон Трієр, Сьйон Сігурдссон                              |
| 2001 | 58-ма  | • «Пригоди імператора» — «My Funny Friend and Me» — Стінг, Дейв Гартлі                                                  |
| 2001 | 58-ма  | • «Радіохвиля» — «When You Come Back to Me Again» — Гарт Брукс, Дженні Єйтс                                             |
| 2001 | 58-ма  | • «Міс Конгеніальність» — «One in a Million» — Боссон                                                                   |
| 2002 | 59-та  | • «Кейт і Лео» — «Until...» — Стінг                                                                                     |
| 2002 | 59-та  | • «Мулен Руж!» — «Come What May» — Девід Берволд                                                                        |
| 2002 | 59-та  | • «Перл-Гарбор» — «There You'll Be» — Даєн Воррен                                                                       |
| 2002 | 59-та  | • «Володар перснів: Хранителі Персня» — «May It Be» — Енія                                                              |
| 2002 | 59-та  | • «Ванільне небо» — «Vanilla Sky» — Пол Маккартні                                                                       |
| 2003 | 60-та  | • «Банди Нью-Йорка» — «The Hands That Built America» — U2                                                               |
| 2003 | 60-та  | • «Восьма миля» — «Lose Yourself» — Емінем, Джефф Басс, Луїс Ресто                                                      |
| 2003 | 60-та  | • «Помри, але не зараз» — «Die Another Day» — Мадонна, Mirwais                                                          |
| 2003 | 60-та  | • «Спірит: Душа прерій» — «Here I Am» — Ганс Ціммер, Браян Адамс, Гретчен Пітерс                                        |
| 2003 | 60-та  | • «Дика сімейка Торнберрі» — «Father and Daughter» — Пол Саймон                                                         |
| 2004 | 61-ша  | • «Володар перснів: Повернення короля» — «Into the West» — Енні Леннокс, Говард Шор, Френ Волш                          |
| 2004 | 61-ша  | • «Велика риба» — «Man of the Hour» — Едді Веддер                                                                       |
| 2004 | 61-ша  | • «Холодна гора» — «You Will Be My Ain True Love» — Стінг                                                               |
| 2004 | 61-ша  | • «В Америці» — «Time Enough for Tears» — Боно, Гевін Фрайдей, Моріс Сізер                                              |
| 2004 | 61-ша  | • «Посмішка Мони Лізи» — «The Heart of Every Girl» — Елтон Джон, Берні Топін                                            |
| 2005 | 62-га  | • «Алфі» — «Old Habits Die Hard» — Мік Джаггер, Девід Стюарт                                                            |
| 2005 | 62-га  | • «Готель «Руанда» — «Million Voices» — Вайклеф Жан, Джеррі Даплессіс, Андреа Гуерра                                    |
| 2005 | 62-га  | • «Привид опери» — «Learn to Be Lonely» — Ендрю Ллойд Веббер, Чарлз Гарт                                                |
| 2005 | 62-га  | • «Полярний експрес» — «Believe» — Алан Сільвестрі, Глен Баллард                                                        |
| 2005 | 62-га  | • «Шрек 2» — «Accidentally in Love» — Адам Дурітс, Ден Вікрей, Девід Іммерглак, Меттью Маллі, Девід Брісон              |
| 2006 | 63-тя  | • «Горбата гора» — «A Love That Will Never Grow Old» — Густаво Сантаолалья, Берні Топін                                 |
| 2006 | 63-тя  | • «Кохання на Різдво» — «Christmas in Love» — Тоні Реніс, Марва Джен Марроу                                             |
| 2006 | 63-тя  | • «Хроніки Нарнії: Лев, чаклунка та шафа» — «Wunderkind» — Аланіс Моріссетт                                             |
| 2006 | 63-тя  | • «Продюсери» — «There's Nothing Like a Show on Broadway» — Мел Брукс                                                   |
| 2006 | 63-тя  | • «Трансамерика» — «Travelin' Thru» — Доллі Партон                                                                      |
| 2007 | 64-та  | • «Веселі ніжки» — «The Song of the Heart» — Прінс                                                                      |
| 2007 | 64-та  | • «Боббі» — «Never Gonna Break My Faith» — Браян Адамс, Еліот Кеннеді, Андреа Ременда                                   |
| 2007 | 64-та  | • «Дівчата мрії» — «Listen» — Бейонсе, Генрі Крейгер, Енн Прівен,                                                       |
| 2007 | 64-та  | • «Батьківщина хоробрих» — «Try Not to Remember» — Шеріл Кроу                                                           |
| 2007 | 64-та  | • «У гонитві за щастям» — «A Father's Way» — Сіл, Крістофер Брюс                                                        |
| 2008 | 65-та  | • «Тепер я йду у дику далечінь» — «Guaranteed» — Едді Веддер                                                            |
| 2008 | 65-та  | • «Зачарована» — «That's How You Know» — Алан Менкен, Стівен Шварц                                                      |
| 2008 | 65-та  | • «Грейс більше немає» — «Grace Is Gone» — Клінт Іствуд, Керол Байер Сейджер                                            |
| 2008 | 65-та  | • «Кохання під час холери» — «Despedida» — Шакіра, Антоніо Пінто                                                        |
| 2008 | 65-та  | • «Історія Д’юї Кокса» — «Walk Hard» — Джон Рейлі, Джейк Кесден, Джадд Апатоу, Маршалл Креншоу                          |
| 2009 | 66-та  | • «Реслер» — «The Wrestler» — Брюс Спрінгстін                                                                           |
| 2009 | 66-та  | • «Вольт» — «I Thought I Lost You» — Майлі Сайрус, Джеффрі Стіл                                                         |
| 2009 | 66-та  | • «Кадилак Рекордс» — «Once in a Lifetime» — Бейонсе, Скотт МакФернон, Іен Денч, Джеймс Дрінг, Джоді Стріт, Аманда Гост |
| 2009 | 66-та  | • «Ґран Торіно» — «Gran Torino» — Клінт Іствуд, Кайл Іствуд, Джиммі Калум, Майкл Стівенс                                |
| 2009 | 66-та  | • «ВОЛЛ·І» — «Down to Earth» — Пітер Гебріел, Томас Ньюман                                                              |

## 2010—2019
| Рік  | Премія | Переможці та номінанти |
| ---- | ------ | --- |
| 2010 | 67-ма  | • «Божевільне серце» — «The Weary Kind» — Раян Бінгем, Ті Боун Бернетт                                                                   |
| 2010 | 67-ма  | • «Дев'ять» — «Cinema Italiano» — Морі Єстон                                                                                             |
| 2010 | 67-ма  | • «Аватар» — «I See You» — Джеймс Горнер, Саймон Франглен, Кук Гаррелл                                                                   |
| 2010 | 67-ма  | • «У них все добре» — «(I Want to) Come Home» — Пол Маккартні                                                                            |
| 2010 | 67-ма  | • «Брати» — «Winter» — U2, Боно |
| 2011 | 68-ма  | • «Бурлеск» — «You Haven't Seen the Last of Me» — Даєн Воррен                                                                            |
| 2011 | 68-ма  | • «Бурлеск» — «Bound to You» — Крістіна Агілера, Сіа Ферлер, Семуел Діксон                                                               |
| 2011 | 68-ма  | • «Лишайся сильним» — «Coming Home» — Гілларі Ліндсі, Боб Діпіро, Том Дуглас, Трой Верджес                                               |
| 2011 | 68-ма  | • «Заплутана історія» — «I See the Light» — Алан Менкен, Гленн Слейтер                                                                   |
| 2011 | 68-ма  | • «Хроніки Нарнії: Підкорювач Світанку» — «There's a Place for Us» — Керрі Андервуд, Девід Ходжес, Гілларі Ліндсі                        |
| 2012 | 69-та  | • «Ми. Віримо у кохання» — «Masterpiece» — Мадонна, Джулі Фрост, Джиммі Гаррі                                                            |
| 2012 | 69-та  | • «Гномео та Джульєта» — «Hello Hello» — Елтон Джон, Леді Ґаґа, Берні Топін                                                              |
| 2012 | 69-та  | • «Проповідник з кулеметом» — «The Keeper» — Кріс Корнелл                                                                                |
| 2012 | 69-та  | • «Альберт Ноббс» — «Lay Your Head Down» — Гленн Клоуз, Браян Бірн                                                                       |
| 2012 | 69-та  | • «Прислуга» — «The Living Proof» — Мері Блайдж, Томас Ньюман, Гарві Мейсон-мол., Деймон Томас                                           |
| 2013 | 70-та  | • «007: Координати «Скайфолл» — «Skyfall» — Адель, Пол Епворт                                                                            |
| 2013 | 70-та  | • «Закон доблесті» — «For You» — Кіт Урбан, Монті Паувел                                                                                 |
| 2013 | 70-та  | • «Надійні хлопці» — «Not Running Anymore» — Джон Бон Джові                                                                              |
| 2013 | 70-та  | • «Голодні ігри» — «Safe & Sound» — Тейлор Свіфт, The Civil Wars, Ті Боун Бернетт                                                        |
| 2013 | 70-та  | • «Знедолені» — «Suddenly» — Клод-Мішель Шенберг, Ален Бубліл, Герберт Крецмер                                                           |
| 2014 | 71-ша  | • «Мандела: Довгий шлях до свободи» — «Ordinary Love» — U2, Боно, Danger Mouse                                                           |
| 2014 | 71-ша  | • «Голодні ігри: У вогні» — «Atlas» — Джонні Бакленд, Кріс Мартін, Гай Беррімен, Вілл Чемпіон                                            |
| 2014 | 71-ша  | • «Крижане серце» — «Let It Go» — Крістен Андерсон Лопес, Роберт Лопес                                                                   |
| 2014 | 71-ша  | • «Всередині Люїна Дейвіса» — «Please Mr. Kennedy» — Джастін Тімберлейк, Джоел Коен, Ітан Коен, Ед Раш, Джордж Кромарті, Ті Боун Бернетт |
| 2014 | 71-ша  | • «Єдиний шанс» — «Sweeter than Fiction» — Тейлор Свіфт, Джек Антонофф                                                                   |
| 2015 | 72-га  | • «Сельма» — «Glory» — Джон Ледженд, Common                                                                                              |
| 2015 | 72-га  | • «Великі очі» — «Big Eyes» — Лана Дель Рей, Ден Хіт                                                                                     |
| 2015 | 72-га  | • «Ной» — «Mercy Is» — Патті Сміт, Ленні Кей                                                                                             |
| 2015 | 72-га  | • «Енні» — «Opportunity» — Сіа Ферлер, Грег Керстін, Вілл Глак                                                                           |
| 2015 | 72-га  | • «Голодні ігри: Переспівниця. Частина І» — «Yellow Flicker Beat» — Lorde, Джоел Літтл                                                   |
| 2016 | 73-тя  | • «007: Спектр» — «Writing's on the Wall» — Сем Сміт, Джиммі Нейпс                                                                       |
| 2016 | 73-тя  | • «П'ятдесят відтінків сірого» — «Love Me like You Do» — Макс Мартін, Туве Лу, Саван Котеча, Алі Паямі, Еліа Салманзада                  |
| 2016 | 73-тя  | • «Любов і милосердя» — «One Kind of Love» — Браян Вілсон, Скотт Беннетт                                                                 |
| 2016 | 73-тя  | • «Форсаж 7» — «See You Again» — Чарлі Пут, Wiz Khalifa, DJ Frank E, Ендрю Сідер                                                         |
| 2016 | 73-тя  | • «Юність» — «Simple Song #3» — Девід Ленг                                                                                               |
| 2017 | 74-та  | • «Ла-Ла Ленд» — «City of Stars» — Бендж Песек, Джастін Пол, Джастін Гурвіц                                                              |
| 2017 | 74-та  | • «Тролі» — «Can't Stop the Feeling!» — Джастін Тімберлейк, Макс Мартін, Shellback                                                       |
| 2017 | 74-та  | • «Співай» — «Faith» — Стіві Вандер, Раян Теддер, Френсіс Старлайт                                                                       |
| 2017 | 74-та  | • «Золото» — «Gold» — Іггі Поп, Стівен Гейген, Деніел Пембертон, Danger Mouse                                                            |
| 2017 | 74-та  | • «Ваяна» — «How Far I'll Go» — Лін-Мануель Міранда                                                                                      |
| 2018 | 75-та  | • «Найвеличніший шоумен» — «This Is Me» — Бендж Песек, Джастін Пол                                                                       |
| 2018 | 75-та  | • «Фердинанд» — «Home» — Нік Джонас, Нік Монсон, Джастін Трентер                                                                         |
| 2018 | 75-та  | • «Ферма «Мадбаунд» — «Mighty River» — Мері Джей Блайдж, Рафаел Садік, Тара Стінсон                                                      |
| 2018 | 75-та  | • «Коко» — «Remember Me» — Крістен Андерсон Лопес, Роберт Лопес                                                                          |
| 2018 | 75-та  | • «Зірка» — «The Star» — Мерая Кері, Марк Шеймен                                                                                         |
| 2019 | 76-та  | • «Народження зірки» — «Shallow» — Леді Ґаґа, Марк Ронсон, Ентоні Россомандо, Ендрю Ваятт                                                |
| 2019 | 76-та  | • «Чорна Пантера» — «All the Stars» — Кендрік Ламар, Ентоні Тіффіт, Ел Шакс, SZA, Sounwave                                               |
| 2019 | 76-та  | • «Пампушка» — «Girl in the Movies» — Доллі Партон, Лінда Перрі                                                                          |
| 2019 | 76-та  | • «Приватна війна» — «Requiem For a Private War» — Енні Леннокс                                                                          |
| 2019 | 76-та  | • «Зниклай хлопчик» — «Revelation» — Йонсі, Трой Сіван, Leland                                                                           |

## 2020—2029
| Рік  | Премія | Переможці та номінанти |
| ---- | ------ | --- |
| 2020 | 77-ма  | • «Рокетмен» — «(I'm Gonna) Love Me Again» — Елтон Джон, Берні Топін                                                      |
| 2020 | 77-ма  | • «Коти» — «Beautiful Ghosts» — Тейлор Свіфт, Ендрю Ллойд Веббер                                                          |
| 2020 | 77-ма  | • «Крижане серце 2» — «Into the Unknown» — Крістен Андерсон Лопес, Роберт Лопес                                           |
| 2020 | 77-ма  | • «Король Лев» — «Spirit» — Бейонсе, Еліа Салманзада, Тімоті МакКензі                                                     |
| 2020 | 77-ма  | • «Герріет» — «Stand Up» — Синтія Еріво, Джошуа Браян Кемпбелл                                                            |
| 2021 | 78-ма  | • «Життя попереду» — «Io sì (Seen)» — Нікколо Альярді, Лаура Паузіні та Дайан Уоррен                                      |
| 2021 | 78-ма  | • «Юда та Чорний Месія» — «Fight for You» — D'Mile, H.E.R. & Tiara Thomas                                                 |
| 2021 | 78-ма  | • «Суд над чиказькою сімкою» — «Hear My Voice» — Селеста та Даніель Пембертон                                             |
| 2021 | 78-ма  | • «Одна ніч у Маямі» — «Speak Now» — Сем Ешворт та Леслі Одом-молодший                                                    |
| 2021 | 78-ма  | • «Міс Фарах» — «Ya Lil (Al Anisa Farah)» — Ramage, MAZ & Massari                                                         |
| 2021 | 78-ма  | • «Сполучені Штати проти Біллі Холідей» — «Tigress & Tweed» — Андра Дей та Рафаель Саадік                                 |
| 2022 | 79-та  | • «007: Не час помирати» — «No Time to Die» — Біллі Айліш & Фіннеас О’Коннелл                                             |
| 2022 | 79-та  | • «Король Річард» — «Fight for You» — D'Mile, H.E.R. & Tiara Thomas                                                       |
| 2022 | 79-та  | • «Енканто» — «Dos Oruguitas» — Лін-Мануель Міранда                                                                       |
| 2022 | 79-та  | • «Белфаст» — «Down to Joy» — Ван Моррісон                                                                                |
| 2022 | 79-та  | • «Повага» — «Here I Am (Singing My Way Home)» — Керол Кінг, Дженніфер Гадсон & Джеймі Гартман                            |
| 2023 | 80-та  | • «RRR» — «Naatu Naatu» — М. М. Кіравані, Каала Бхайрава та Рахул Сіплігундж                                              |
| 2023 | 80-та  | • «Там, де співають раки» — «Carolina» — Тейлор Свіфт                                                                     |
| 2023 | 80-та  | • «Піноккіо» — «Ciao Papa» — Александр Деспла, Робан Кац & Ґільєрмо дель Торо                                             |
| 2023 | 80-та  | • «Найкращий стрілець: Маверік» — «Hold My Hand» — Леді Гага, BloodPop & Бенджамін Райс                                   |
| 2023 | 80-та  | • «Чорна пантера: Ваканда назавжди» — «Lift Me Up» — Ріанна, Tems, Раян Куглер & Людвіг Йоранссон                         |
| 2024 | 81-ша  | • «Барбі» — «What Was I Made For?» — Біллі Айліш та Фіннеас О'Коннелл                                                     |
| 2024 | 81-ша  | • «Барбі» — «Dance the Night» — Марк Ронсон, Ендрю Ваятт, Дуа Ліпа та Керолайн Ейлін                                      |
| 2024 | 81-ша  | • «Барбі» — «I'm Just Ken» — Марк Ронсон та Ендрю Ваятт                                                                   |
| 2024 | 81-ша  | • «Вона прийшла до мене» — «Addicted to Romance» — Брюс Спрінгстін                                                        |
| 2024 | 81-ша  | • «Брати Супер Маріо в кіно» — «Peaches» — Джек Блек, Аарон Хорват, Майкл Джеленік, Ерік Осмонд та Джон Спайкер           |
| 2024 | 81-ша  | • «Растін» — «Road to Freedom» — Ленні Кравіц                                                                             |
| 2025 | 82-га  | • «Емілія Перес» — «El Mal» — Жак Одіар, Каміль та Клеман Дюколь                                                          |
| 2025 | 82-га  | • «Суперники» — «Compress / Repress» — Трент Резнор, Аттікус Росс та Лука Гуаданьїно                                      |
| 2025 | 82-га  | • «Остання шоугерл» — «Beautiful That Way» — Майлі Сайрус, Lykke Li та Ендрю Ваятт                                        |
| 2025 | 82-га  | • «Роббі Вільямс: Better Man» — «Forbidden Road» — Роббі Вільямс, Фредді Векслер та Саша Скарбек                          |
| 2025 | 82-га  | • «Емілія Перес» — «Mi Camino» — Клеман Дюколь та Каміль                                                                  |
| 2025 | 82-га  | • «Дикий робот» — «Kiss the Sky» — Марен Морріс, Delacey, Джордан К. Джонсон, Стефан Джонсон, Майкл Поллак та Алі Тампозі |